# بوبي بيلي
بوبي بيلي (بالإنجليزية: Bobby Beale)‏ (8 يناير 1884 في المملكة المتحدة - 1950 في المملكة المتحدة) هو لاعب كرة قدم بريطاني (وحمل سابقاً جنسية المملكة المتحدة لبريطانيا العظمى وأيرلندا) في مركز حراسة المرمى. لعب مع برايتون أند هوف ألبيون ومانشستر يونايتد ونادي أرسنال ونادي غيلينغهام ونورويتش سيتي وماديستون يونايتد ‏ وميدستون يونايتد.

## وصلات خارجية
- بوبي بيلي على موقع عالم كرة القدم.نت (الإنجليزية)